# Xi Persei
ξ Persei (Xi Persei), Eigenname Menkib, auch als Menkhib oder Menchib transkribiert (von arabisch منكب, DMG menkib ‚Schulter‘) ist ein Stern der Spektralklasse O7.5 mit einer scheinbaren Helligkeit von 4,0 mag. Er ist damit einer der wenigen mit bloßem Auge beobachtbaren O-Sterne am Erdhimmel. Es wird angenommen, dass ξ Persei ein Runaway-Stern der Perseus-OB2-Assoziation ist und er für die Ionisation von NGC 1499 (des Kalifornien-Nebels) verantwortlich zeichnet. Nach im Dezember 2020 veröffentlichten Auswertungen der Messergebnisse der Raumsonde Gaia beträgt die Entfernung von ξ Persei von der Erde etwa 1330 Lichtjahre. Zu einem ähnlichen Ergebnis kam die 2007 vorgelegte Neuauswertung der Parallaxen-Messungen der Raumsonde Hipparcos, nach welcher der Stern circa 1250 Lichtjahre entfernt ist.